# Florenci d'Hainaut
Florenci d'Hainaut (en francès: Florent de Hainaut; v.1255-1297) fou príncep d'Acaia pel seu matrimoni amb Isabel de Villehardouin.

## Biografia
Florenci era fill de Joan d'Avesnes, comte hereu d'Hainaut i d'Adelaida d'Holanda.
El 1285, el comte de Chiny el va convidar a participar en un torneig que va durar sis dies i en va ser un dels herois, el fet va ser descrit pel trobador Jacques Bretel en una obra titulada Tournoi de Chauvency.
Florenci va ser governador de Zelanda i més tard va passar al servei de Carles II d'Anjou, rei de Nàpols, que el va nomenar conestable de Nàpols.
El 16 de setembre del 1289 es va casar amb Isabel de Villehardouin, princesa d'Acaia, filla de Guillem II de Villehardouin i d'Anna Àngel-Comnè, que ja era vídua de Felip d'Anjou-Nàpols. En van tenir una sola filla:Matilda d'Hainaut. El pare d'Isabel, que tenia els drets del títol de príncep d'Acaia, els en va transferir a la parella amb la condició que si no tenien fills el títol li seria retornat i que si Florent moria abans que Isabel, ella hauria de demanar-li permís per tornar-se a casar.
La parella es va instal·lar a Acaia i Florenci va negociar amb l'emperador romà d'Orient el tractat de pau de Klarentza el 1290. Atès que les tropes dels Anjou havien estat expulsades de Sicília, la reconquesta de l'Imperi Llatí era només una il·lusió i tampoc refiava Florenci rebre reforços per la defensa del principat d'Acaia.
Però la pau va ser precària i els romans d'Orient es van apoderar de Calamata el 1293. Florenci va enviar una ambaixada en protesta adreçada a Andrònic II Paleòleg el qual la va tornar al principat. El 1296, un noble grec es va apoderar de la fortalesa de Sant Jordi, a l'Arcàdia. Florenci va assetjar el castell però va morir mentrestant, abans que les seves tropes poguessin prendre'l.